# Heřmanice (Vysočina)
Heřmanice é uma comuna checa localizada na região de Vysočina, distrito de Havlíčkův Brod.